# Manfred Kinder
Manfred Kinder (* 20. April 1938 in Königsberg) ist ein ehemaliger deutscher Leichtathlet und Olympiamedaillengewinner, der – für die Bundesrepublik startend – in den 1960er Jahren zu den weltbesten 400-Meter-Läufern gehörte. Er war an zwei olympischen Medaillenerfolgen mit der deutschen 4-mal-400-Meter-Staffel beteiligt: der Silbermedaille 1960 in Rom und der Bronzemedaille 1968 in Mexiko-Stadt. Für seine sportlichen Erfolge bei den Olympischen Spielen 1960 wurde Kinder mit dem Silbernen Lorbeerblatt ausgezeichnet.
Nach 8 Jahren Volksschule schloss er eine Ausbildung zum KfZ Mechaniker an. Sodann wechselte er zur Bereitschaftspolizei, wo er genug Zeit zum Training hatte. Hier wurde er zunächst Sportausbilder, dann der Sportverantwortliche in Wuppertal, ehe ihm die Verantwortung für die gesamte polizeiliche Sportausbildung in NRW übertragen wurde. Nach seiner aktiven Laufbahn war er zudem Honorarbundestrainer für den 400-m-Lauf.

## Erfolge
- 1960, Olympische Spiele: Platz 2 mit der 4-mal-400-Meter-Staffel (3:02,7 min, Europarekord, zusammen mit Hans-Joachim Reske, Johannes Kaiser und Carl Kaufmann); Platz 5 im 400-Meter-Lauf (45,9 s)
- 1962, Europameisterschaften: Platz 1 mit der 4-mal-400-Meter-Staffel (3:05,8 min, zusammen mit Johannes Schmitt, Wilfried Kindermann und Hans-Joachim Reske); Platz 2 im 400-Meter-Lauf (46,1 s)
- 1964, Olympische Spiele: Platz 5 mit der 4-mal-400-Meter-Staffel; beim 800-Meter-Lauf im Zwischenlauf ausgeschieden
- 1966, Europameisterschaften: Platz 2 mit der 4-mal-400-Meter-Staffel (3:04,8 min, zusammen mit Friedrich Roderfeld, Jens Ulbricht und Rolf Krüsmann); Platz 3 im 400-Meter-Lauf (46,3 s)
- 1966, Europäische Hallenspiele 1966; Platz 2 im 400-Meter-Lauf
- 1968, Olympische Spiele: Platz 3 mit der 4-mal-400-Meter-Staffel (3:00,5 min/Europarekord, zusammen mit Helmar Müller, Gerhard Hennige und Martin Jellinghaus)

Bei den Olympischen Spielen 1960 und 1964 startete er für die Bundesrepublik in einer gemeinsamen deutschen Mannschaft.
1963 und 1964 war Manfred Kinder Deutscher Meister im 800-Meter-Lauf, 1959, 1960 und 1961 errang er den Meistertitel mit der 4-mal-400-Meter-Staffel des OSV Hörde, 1962, 1963, 1964 und 1966 mit der des Wuppertaler SV. Hinzu kommen noch fünf Hallentitel über 400 Meter, fünf weitere Hallenmeisterschaften mit der 4-mal-400-Meter-Staffel sowie sechs Vizemeistertitel im Stadion. 1965 erhielt er den Rudolf-Harbig-Gedächtnispreis.
Manfred Kinder gehörte dem OSV Hörde an, ab 1962 dem Wuppertaler SV. In seiner aktiven Zeit war er 1,84 m groß und wog 75 kg. Er wurde zunächst Autoschlosser und trat dann in Wuppertal in den Polizeidienst ein.